# Шляпин, Геннадий Фадеевич
Геннадий Фадеевич Шляпин (13 августа 1912 — 13 августа 1970) — советский военачальник. В годы Великой Отечественной войны командир 196-го гвардейского стрелкового полка 67-я гвардейская стрелковая дивизия. Герой Советского Союза (22 июля 1944), полковник.

## Биография
Геннадий Фадеевич Шляпин родился в 1912 году в городе Казалинске ныне в Кызылординской области Казахстана.
Окончил агроиндустриальный техникум. Работал на Казалинской МТС, затем в облсовете Осоавиахима. 
В Красной Армии в 1934—1936, 1939 и с 1940 года. Окончил Ташкентское военное пехотное училище в 1941 году. Как отличник учёбы, стал преподавателем в этом училище. В первые дни Великой Отечественной войны с группой командиров-добровольцев Г. Ф. Шляпин выехал на фронт. Начав войну младшим лейтенантом, Г. Ф. Шляпин закончил её в звании гвардии полковника.
На фронтах Великой Отечественной войны с июля 1941 года. Командир 196-го гвардейского стрелкового полка (67-я гвардейская стрелковая дивизия, 6-я гвардейская армия, 1-й Прибалтийский фронт) гвардии майор Шляпин отличился в ходе операции. 23—24 июня 1944 года его полк прорвал сильно укреплённую оборону противника в районе деревни Заборье (Сиротинский район Витебской области), перерезал железную дорогу Витебск—Полоцк. На подручных средствах форсировал Западную Двину у деревни Узречье (Бешенковичский район) и с плацдарма перешёл к преследованию противника.
Указом Президиума Верховного Совета СССР от 22 июля 1944 года гвардии майору, командиру 196-го гвардейского стрелкового полка 67-й гвардейской дивизии Г. Ф. Шляпину присвоено звание Героя Советского Союза.
В 1947 году окончил курсы «Выстрел», в 1957 году — Высшие академические курсы при Военной академии Генштаба. 
С октября 1956 по ноябрь 1957 года командовал 70-й гвардейской стрелковой дивизии в 38-й армии Прикарпатского военного округа (управление дивизии — Ивано-Франковск).
С 1958 года полковник Шляпин — в запасе. Жил и работал в Казалинске и Ташкенте. 
Награждён орденами Ленина, Красного Знамени, Богдана Хмельницкого 2 степени, Суворова 3 степени, Отечественной войны 1 степени, двумя орденами Красной Звезды, медалями.
Скончался 13 августа 1970 года в день своего рождения. Похоронен на Боткинском кладбище Ташкента.

## Награды
- Герой Советского Союза;
- Орден Ленина;
- Орден Красного Знамени;
- Орден Богдана Хмельницкого 2-й степени;
- Орден Суворова 3-й степени;
- Орден Отечественной войны I степени;
- два ордена Красной Звезды;
- Медали.